# قيادة على الطرق الوعرة

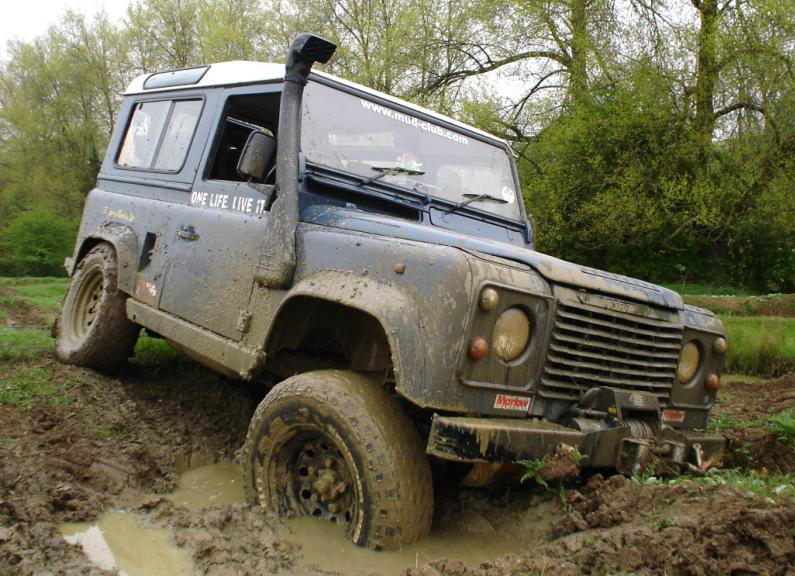
سيارة لاند روفر ديفندر 90 على الطرق الوعرة

القيادة على الطرق الوعرة، هي قيادة أو ركوب مركبة على أسطح غير ممهدة مثل الرمل، التراب، الحصى، مجاري الأنهار، الوحل، الثلج، الصخور، أو غيرها من التضاريس الطبيعية. تتراوح القيادة في الطرق الوعرة من القيادة العادية باستخدام مركبات عادية إلى الفعاليات التنافسية باستخدام مركبات مخصصة وسائقين مهرة.
مركبات الطرق الوعرة إما أنها مصممة للقيادة على الطرق الوعرة أو جرى تطويرها خصيصًا لذلك. غالبًا ما تحتوي هذه المركبات على ميزات مصممة خصيصًا للاستخدام في ظروف الطرق الوعرة مثل رفع التعليق [الإنجليزية]، إطارات خاصة بالطرق الوعرة، ألواح الحماية، أنابيب هوائية، هياكل الحماية من الانقلاب، أو أنظمة الدفع المعززة.